# Anderson Bamba
Pour les articles homonymes, voir Bamba.
Anderson Soares de Oliveira dit « Anderson Bamba » est un footballeur brésilien, né le 10 janvier 1988 à São Gonçalo au Brésil. Il évolue au poste de défenseur.

## Palmarès
Néant